# Carinotetraodon
Carinotetraodon – rodzaj ryb rozdymkokształtnych z rodziny rozdymkowatych (Tetraodontidae).

## Klasyfikacja
Gatunki zaliczane do tego rodzaju:

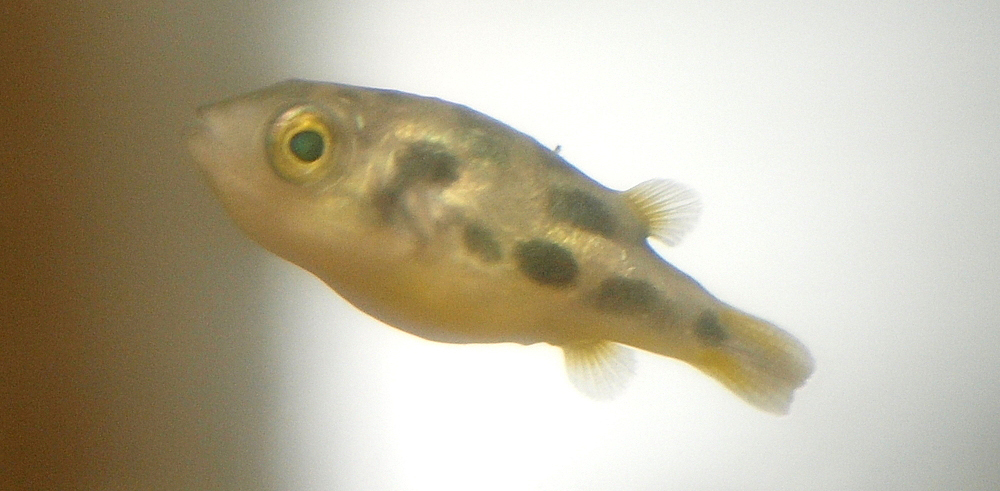
Carinotetraodon borneensis
- Carinotetraodon imitator
- Carinotetraodon irrubesco
- Carinotetraodon lorteti – kolcobrzuch syjamski[3]
- Carinotetraodon salivator
- Carinotetraodon travancoricus

- Carinotetraodon travancoricus